# Antiintellektualism
Antiintellektualism är en inställning som innebär skepsis eller misstro gentemot intellektuella och akademiska metoder för att förstå världen genom vetenskap och beprövad erfarenhet. Istället betonas subjektiva upplevelser, såsom vilja, känsla och instinkter, som primära sätt att tolka verkligheten. 
Historiskt har antiintellektualism varit framträdande inom flera ideologiska och kulturella rörelser, där vissa har ifrågasatt expertisens roll i samhället. Denna inställning kan grunda sig på en kritik av akademiska institutioner, en misstro mot elitism, eller en betoning på folklig visdom framför vetenskapliga metoder. Antiintellektualism har i vissa fall associerats med politiska rörelser såsom populism, primitivism, fascism och olika former av totalitarism. Den kan också uppträda i religiösa och kulturella sammanhang där subjektiva upplevelser värderas högre än systematiska analyser.
Debatten kring antiintellektualism är komplex och varierar beroende på sammanhang. Vissa forskare menar att den kan vara en reaktion på ett upplevt avstånd mellan akademiska institutioner och allmänheten, medan andra ser den som ett hinder för kunskapsutveckling.

## Huvudsakliga kännetecken
- Misstro mot expertis – Skepsis gentemot akademiker, forskare och intellektuella.
- Betoning på praktisk kunskap – Föredrar vardagsförnuft och erfarenhet framför teoretiska resonemang.
- Populistisk prägel – Kan framställas som en kamp mellan "vanligt folk" och akademiska eliter.
- Motstånd mot förändring – Kan innebära en ovilja att acceptera nya idéer och vetenskapliga framsteg.

### Historisk och samtida relevans
Antiintellektualism har historiskt använts av totalitära regimer för att undertrycka politisk opposition och begränsa tillgången till kunskap. Idag kan den ta sig uttryck i skepsis mot vetenskap, spridning av konspirationsteorier och en ökad misstro mot akademiska institutioner.